# Condylostylus sumptuosus
Condylostylus sumptuosus är en tvåvingeart som beskrevs av Octave Parent 1929. Condylostylus sumptuosus ingår i släktet Condylostylus och familjen styltflugor. Inga underarter finns listade i Catalogue of Life.